# Großes Wandelndes Blatt
Das Große Wandelnde Blatt (Pulchriphyllium giganteum, Syn. Phyllium giganteum) ist die größte Art der Familie Wandelnde Blätter (Phylliidae).

## Merkmale
Das Männchen kann bis zu acht Zentimeter, und das Weibchen bis zu zwölf Zentimeter lang werden. Da in Gefangenschaft gehaltene Männchen sehr selten zu finden sind (auf 20 bis 500 Weibchen kommt ein Männchen) erfolgt die Fortpflanzung hauptsächlich durch Parthenogenese. Im Vergleich von Zuchtstämmen rein parthenogenetisch gehaltener mit sich geschlechtlich fortpflanzenden Exemplaren lässt sich „keine auffällige Veränderung hinsichtlich des Geschlechterverhältnisses der Nymphen“ beobachten. In ihrem Lebensraum findet man aber trotzdem gelegentlich männliche Exemplare. Die Männchen haben einen relativ breiten, leicht rautenförmigen Hinterleib (Abdomen). Ihre als Tegmina ausgebildeten Vorderflügel sind kurz. Die Hinterflügel reichen bis an das Ende des Hinterleibs. Die Weibchen haben keine Hinterflügel und ihre Vorderflügel sind schmaler und kürzer als das Abdomen und bedecken dieses, anders als die der Weibchen von Cryptophyllium celebicum und Phyllium siccifolium, dadurch nicht bis zu den seitlichen Körperrändern. Ein Paar Augenflecken ist auf dem fünften Hinterleibssegment beider Geschlechter zu finden.

## Vorkommen und Lebensraum
Die Tiere kommen in den Cameron Highlands in Malaysia vor, wo sie auf Sträuchern zu finden sind.

## Fortpflanzung
Das Große Wandelnde Blatt pflanzt sich parthenogenetisch fort. Aus den schwarzen Eiern schlüpfen nach etwa acht Monaten zunächst völlig rotbraune Nymphen. Nach der ersten Häutung sind sie schon ein wenig grün, bis sie schließlich als adulte Tiere bis auf einige braune Stellen, die ein angewelktes Blatt imitieren sollen, komplett grün sind. Mit zunehmendem Alter zeigen die adulten Weibchen vermehrt braune Flecken. Etwa vier Wochen nach der Imaginalhäutung beginnen sie mit der Eiablage. Die Eier sind mit 8,5 Millimetern Länge, 4 Millimetern Breite und einem Gewicht von durchschnittlich 34 Milligramm die größten und schwersten der Wandelnden Blätter. Die Entwicklungszeit der Nymphen kann acht bis zwölf Monate dauern. Die Lebenserwartung eines adulten Weibchens beträgt sechs bis zehn Monate. Die Männchen sind bereits nach vier Häutungen adult und werden nur wenige Tage bis Wochen alt.

## Systematik
Das Große Wandelnde Blatt wurde erstmals 1981 von Sakaguti unter dem Namen Phyllium pulchrifolium aufgelistet. Im Jahr 1984 beschrieb Hausleithner die Art unter dem Namen Phyllium giganteum. Der Holotypus, ein weibliches Tier, wird in der Sammlung des Naturhistorischen Museum in Wien aufbewahrt. Sie wurde zunächst der Untergattung Pulchriphyllium zugeordnet, wodurch ihr vollständiger Name Phyllium (Pulchriphyllium) giganteum war. Seit 2021 wird der Untergattung der Status einer Gattung zugestanden wird, wodurch der korrekte Name nun Pulchriphyllium giganteum ist.

Hennemann et al. haben 2009 vorgeschlagen die Gattung Phyllium unterhalb der damaligen Untergattungen in Artengruppen einzuteilen. Pulchriphyllium giganteum wird hier in die bioculatum-Artengruppe eingeordnet, der neben Pulchriphyllium bioculatum noch Pulchriphyllium sinense und die seit 2018 wieder gültige Pulchriphyllium pulchrifolium zugeordnet wird.

## Haltung im Terrarium
Im Terrarium sollte die Temperatur mindestens bei 22 °C, tagsüber zwischen 25 und 33 °C und die Luftfeuchtigkeit zwischen 70 und 80 Prozent liegen. Gefüttert werden vorzugsweise die Blätter von Guaven (Psidium). Außerdem können im Sommer Eichen- und im Winter Brombeerblätter gefüttert werden, wobei ein vertrockneter Rand insbesondere für kleinere Nymphen abgeschnitten werden muss. Die frisch geschlüpften Nymphen sind sehr empfindlich und sterben schnell, wenn die klimatischen Bedingungen nicht exakt eingehalten werden. Das direkte Besprühen ist zu vermeiden.
Die Art wird von der Phasmid Study Group unter der PSG-Nummer 72 geführt.

## Bilder

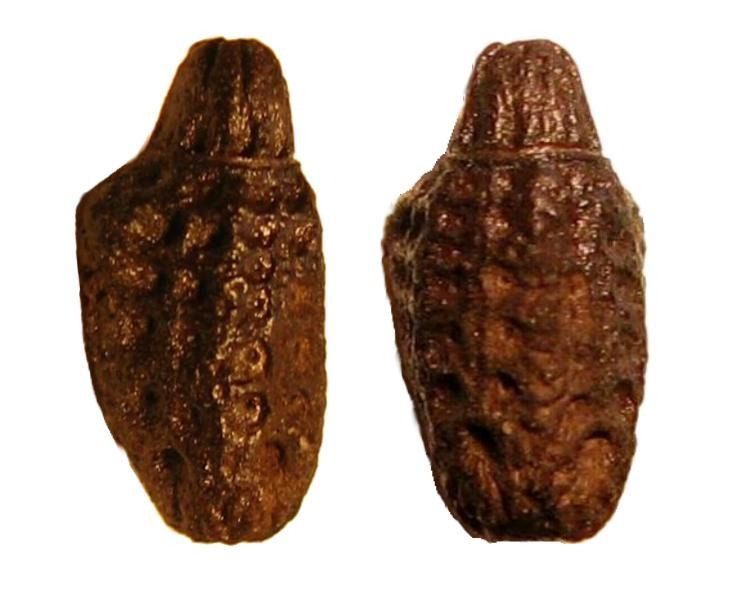
Eier, links von der Seite und rechts von hinten
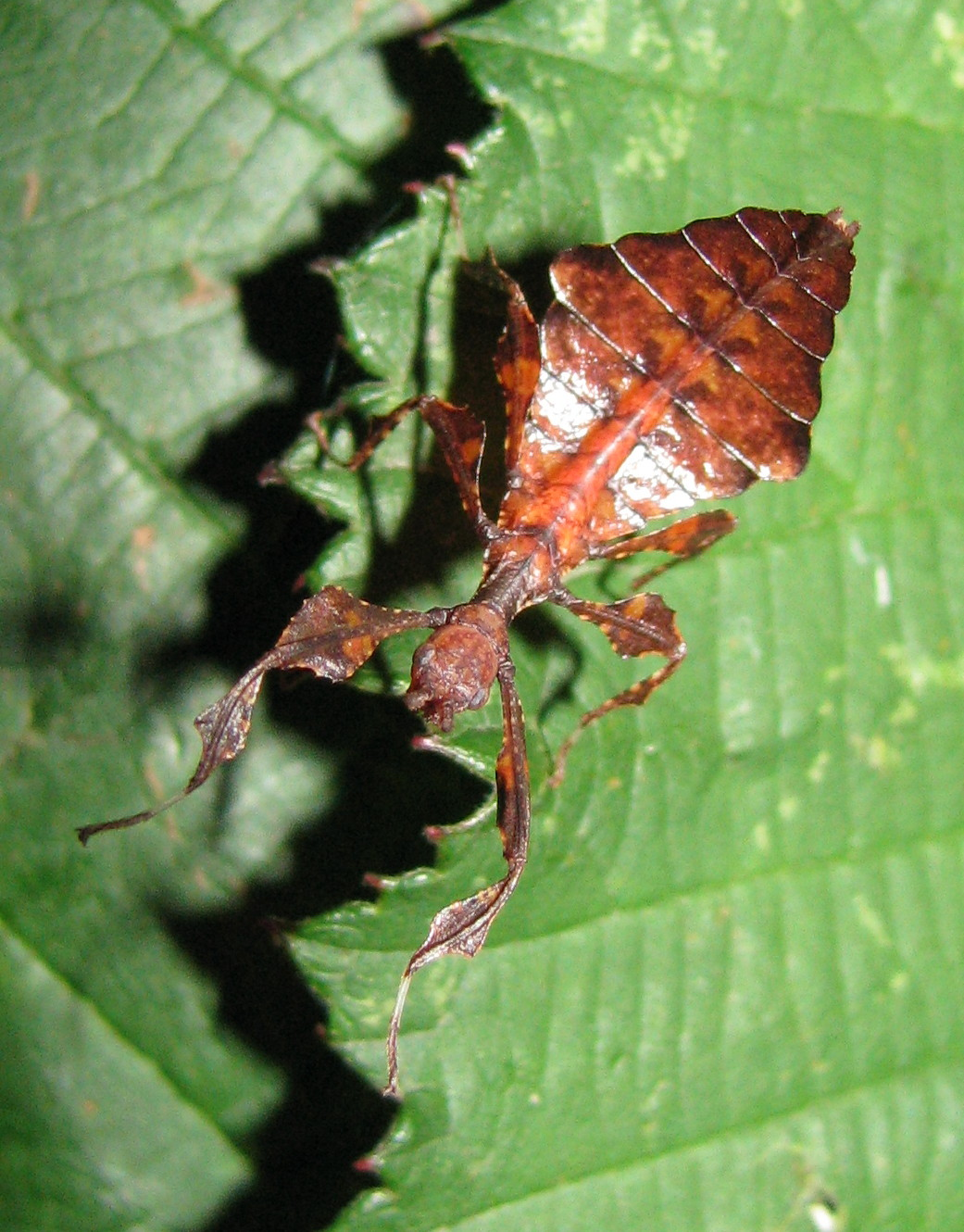
Nymphe, frisch geschlüpft
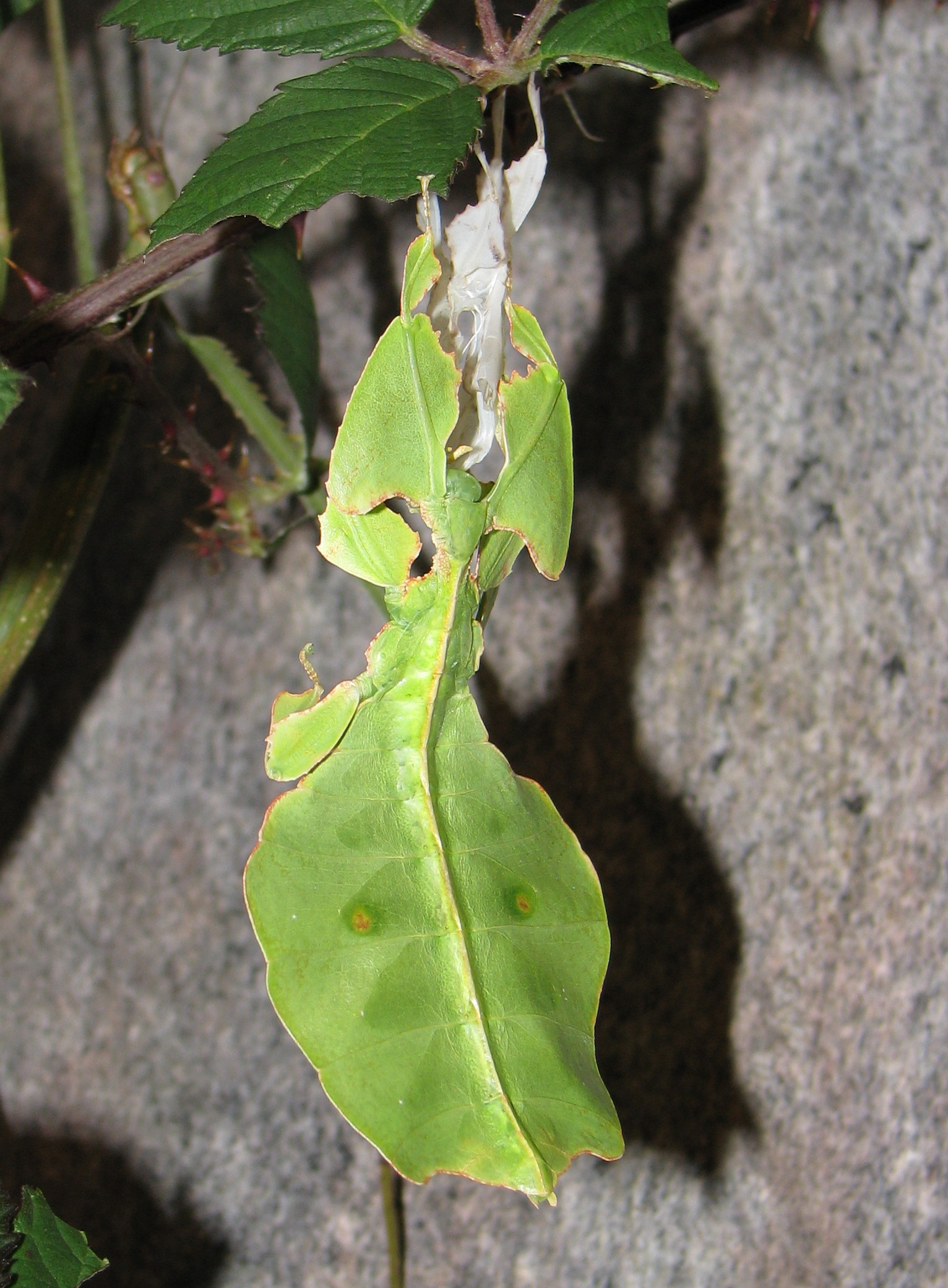
Weibliche Nymphe an Exuvie
Weibchen von unten
Porträt eines Weibchens
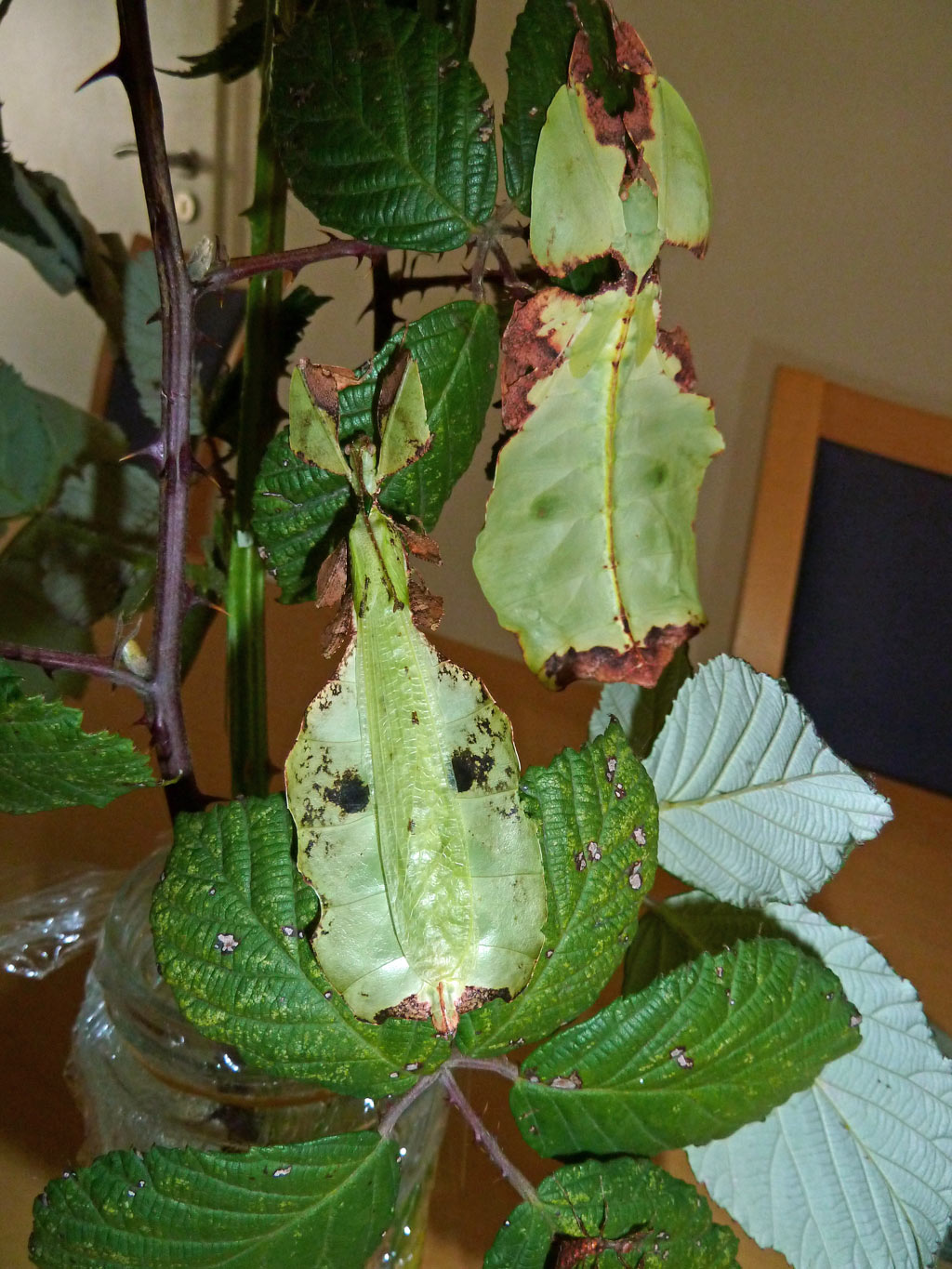
Adultes Männchen (links) neben weiblicher Nymphe
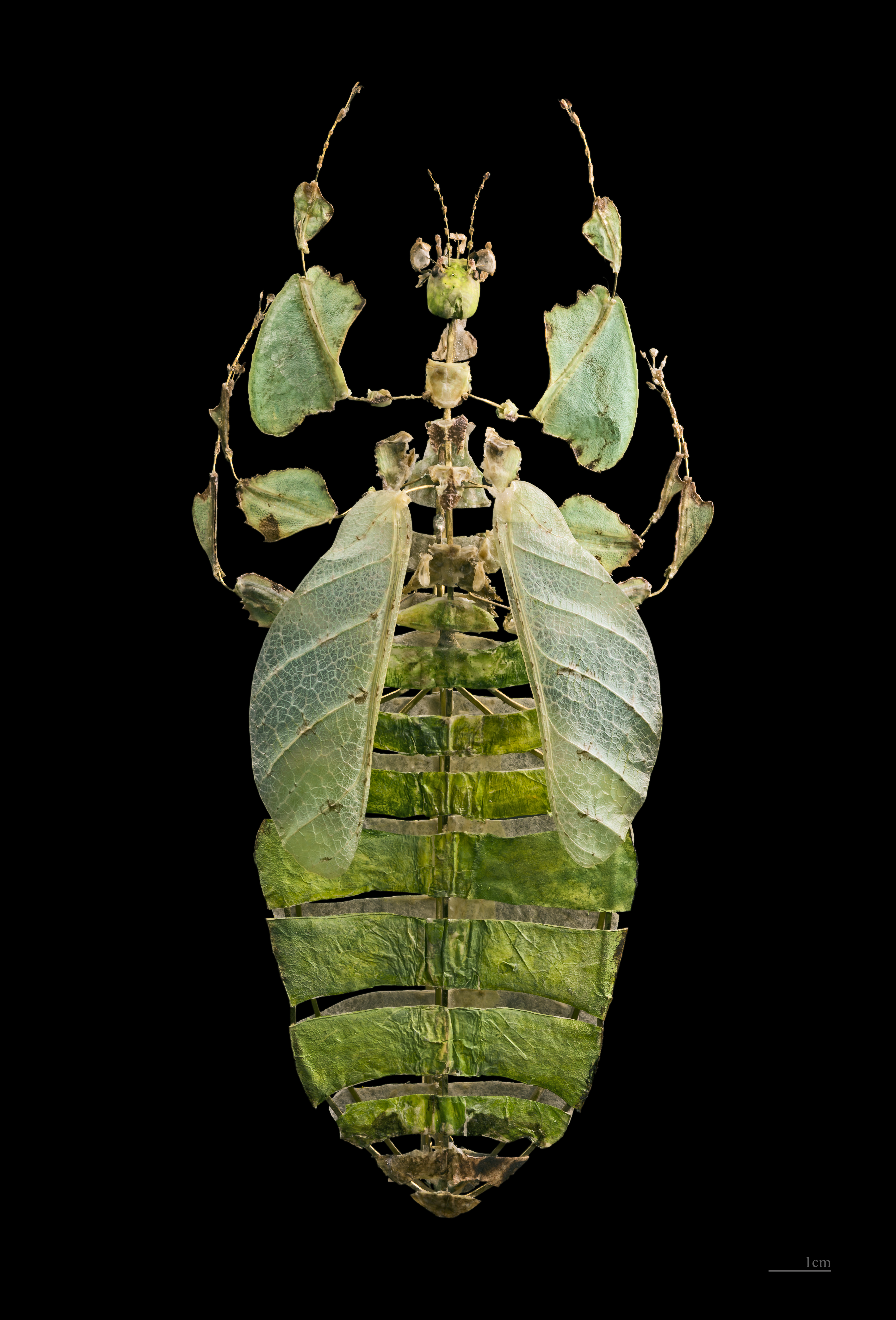
Präparat zu Beauchene.

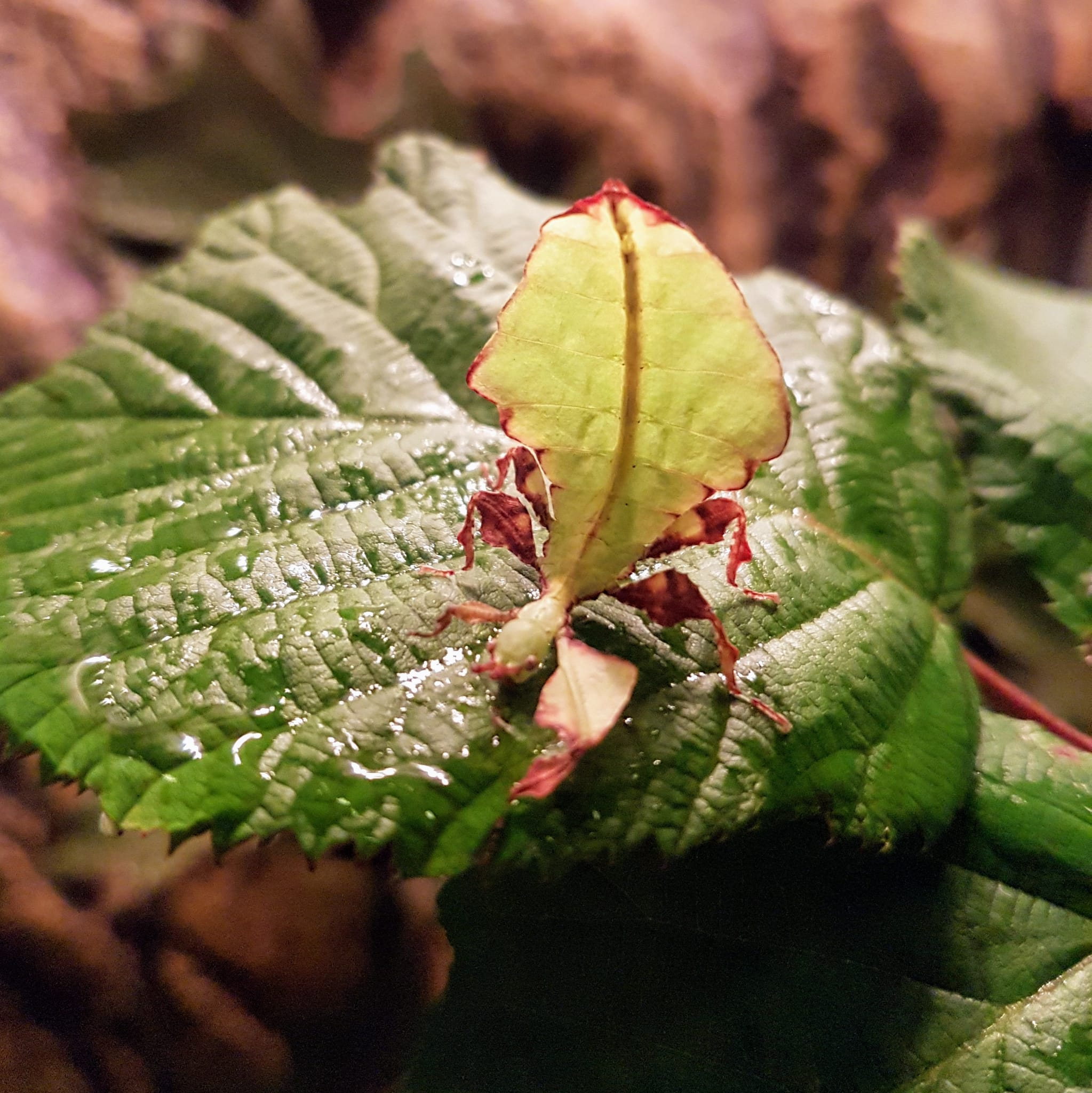
Weibchen in L3 mit nachgewachsenem rechtem Vorderbein